# ماجد موسى المطيري
ماجد موسي المطيري، من مواليد 1960، نائب سابق في مجلس الأمة الكويتي 2013.

## نبذة مختصرة
ماجد موسى عبد الرحمن بطي المطيري ولد بالكويت من مواليد 1960، وحاصل على شهادة الثانوية العامة وهو عضو مجلس بلدي سابق من عام 1999 حتى 2009 وحظي بعضوية نقابة البلدية واتحاد الجمعيات التعاونية، كما شارك بانتخابات مجلس الامة الكويتي عام 2013 في الدائرة الرابعة وحصل على المركز الرابع بعدد اصوات 2402 وفاز.

## مواقفه في مجلس الأمة
| الكتل                                           | قبلي - مستقل |
| اللجان                                          | المستقلون    |
| منع المسيئين (2016)                             | موافق        |
| قانون البصمة الوراثية (2015)                    | موافق        |
| قانون الشراكة بين القطاعين العام و الخاص (2014) | غير موافق    |
| شطب استجواب جابر المبارك (2014)                 | موافق        |
| طرح الثقة بالوزير محمد العبد الله (2013)        | مع طرح الثقة |